# Сан Пиетро Вернотико
Сан Пиѐтро Верно̀тико (на италиански: San Pietro Vernotico, на местен диалект Santu Piethru, Санту Пиетру) е град и община в Южна Италия, провинция Бриндизи, регион Пулия. Разположен е на 36 m надморска височина. Населението на общината е 13 880 души (към 2012 г.).